# El Chadaille Bitshiabu
El Chadaille Bitshiabu (* 16. Mai 2005 in Villeneuve-Saint-Georges) ist ein französisch-kongolesischer Fußballspieler. Der Innenverteidiger spielt seit 2023 für RB Leipzig.

## Karriere

### Verein
Bitshiabu begann seine Karriere im Alter von sechs Jahren bei US Saint-Denis. Mit 11 Jahren wechselte er zum Athletic Club de Boulogne-Billancourt, ein Jahr später schloss er sich der Jugendakademie des französischen Serienmeisters Paris Saint-Germain an. Dort unterschrieb er im Juli 2021 seinen ersten Profivertrag. Bereits wenige Tage später stand er im Spieltagskader für das Supercupspiel gegen den OSC Lille. Es folgten weitere Kadernominierungen für Partien der UEFA Champions League und der Ligue 1. Da hier auf die Nominierung aber zunächst kein tatsächlicher Einsatz folgte, trat der Spieler immer wieder in der UEFA Youth League für die U19 in Erscheinung. Sein Debüt für die erste Mannschaft gab er im Dezember 2021 im Coupe de France nach einer Einwechslung gegen den Fünftligisten Entente Feignies Aulnoye FC. Es folgte ein Einsatz in der nächsten Runde und auch drei Partien für die zweite Mannschaft der Hauptstädter. Im April des folgenden Jahres war es für den Verteidiger mit der ersten Partie in der höchsten Spielklasse Frankreichs soweit – am 33. Spieltag ersetzte er im Spiel gegen den SCO Angers in der 86. Minute Achraf Hakimi. Die nächste Saison begann für ihn Anfang September mit einem erneuten Einsatz in der Youth League, bevor er sich ab Mitte September im A-Kader festspielte und fortan für jeden Spieltagskader nominiert wurde. So war sein zweiter Einsatz in der Ligue 1 Ende Oktober die logische Konsequenz.
Im Sommer 2023 wechselte er für 15 Millionen Euro zu RB Leipzig und unterschrieb dort einen Vertrag bis 2028.

### Nationalmannschaft
Bitshiabu wurde im September 2021 erstmals für den Kader einer Jugendnationalmannschaft nominiert – für die französische U18 debütierte er in einem Freundschaftsspiel gegen die Schweiz. Es folgten drei weitere Einsätze bis Jahresende. Parallel bestritt er mit der U17 zwei Spiele in der Qualifikation zur Europameisterschaft 2022. Am späteren Turnier in Israel nahm er mit der Mannschaft teil – dabei führte er sein Team in einem Spiel sogar als Kapitän auf das Feld – und gewann den Titel nach einem Finalsieg über die Niederlande. Im September 2022 wurde er im Rahmen von drei Freundschaftsspielen auch erstmals in der französischen U19 eingesetzt.

## Titel
Verein
- Französischer Meister: 2022, 2023
- Deutscher Supercup-Sieger: 2023

Nationalmannschaft
- U17-Europameister: 2022